# Orangefinger-Fledermaus

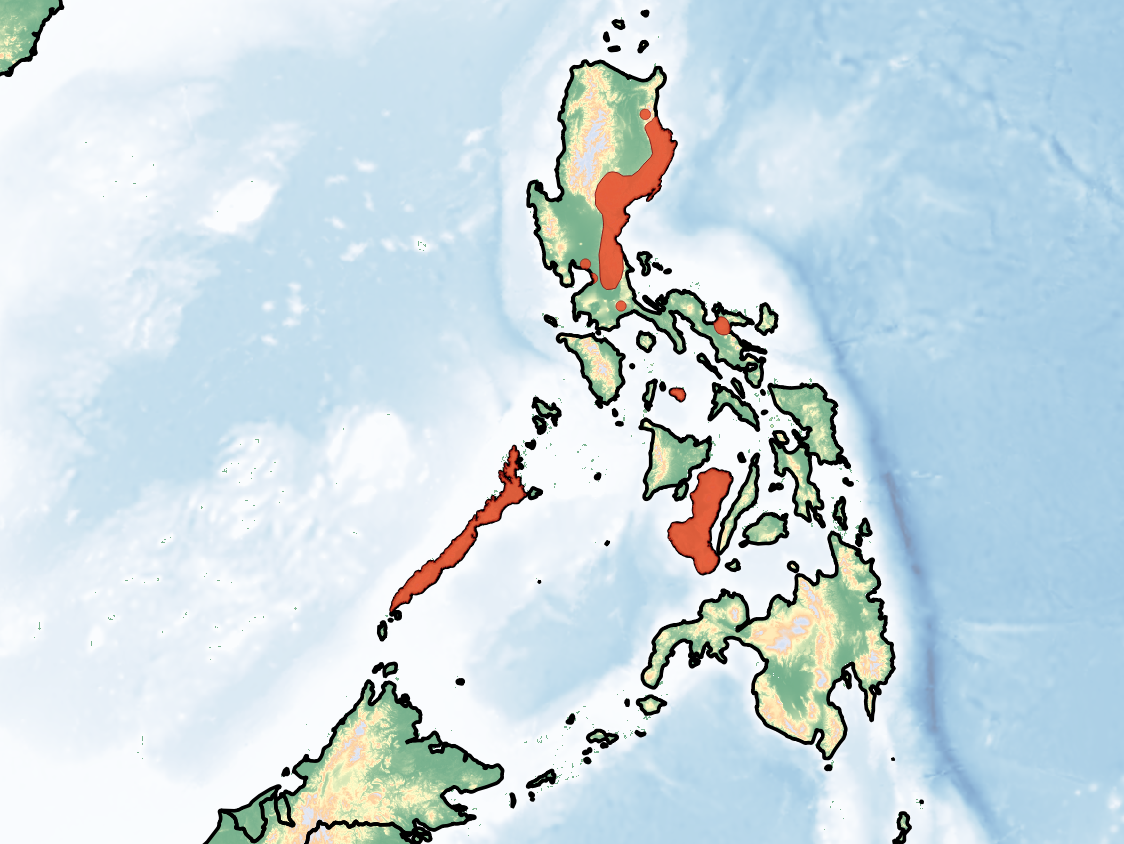
Verbreitungsgebiet der Orangefinger-Fledermaus

Die auf den Philippinen endemische Orangefinger-Fledermaus (Myotis rufopictus) ist ein Fledertier in der Gattung der Mausohren. Die Population zählte bis 2014 als Unterart zur Hodgson-Fledermaus (Myotis formosus). Unterschiede im Schädelbau, im Gebiss und in der Fellfarbe zwischen den aufgefundenen Individuen lassen vermuten, dass Myotis rufopictus in zwei Arten aufgeteilt werden muss. Die Erstbeschreibung der zweiten Art steht noch aus.

## Merkmale
Als mittelgroßer Gattungsvertreter erreicht die Art eine Gesamtlänge von 114 bis 120 mm, inklusive eines 44 bis 53 mm langen Schwanzes sowie ein Gewicht um 17 g. Die Unterarme sind 49 bis 55 mm lang, die Länge der Hinterfüße beträgt 11 bis 14 mm und die Ohren sind wie bei allen Mausohren mit 19 bis 22 mm recht lang. Typisch sind ein schmaler Tragus im Ohr und einfache rohrförmige Nasenlöcher. Je nach Population hat das oberseitige Fell eine gelbbraune bis intensiv orangebraune Farbe, während die Unterseite heller ist. Auffällig ist die orange Haut mit teilweise gelblicher Tönung über den Fingern an den ansonsten schwarzen Flügeln. Im gleichen Gebiet ist die Horsfield-Langfußfledermaus (Myotis horsfieldii) merkbar kleiner und die etwas kleinere Blasse Langfußfledermaus (Myotis macrotarsus) hat graues Fell. Ähnliche Arten der Wollfledermäuse sind wolliger und haben trompetenförmige Ohren.

## Verbreitung und Lebensweise
Die Orangefinger-Fledermaus hat mehrere disjunkte Populationen auf den zentralen, nördlichen und westlichen Philippinen. Sie lebt im Flachland und in Gebirgen bis 1450 Meter Höhe. Diese Fledermaus hält sich in Wäldern auf und besucht Ackerland. Das fehlen in Höhlen lässt vermuten, dass die Art andere Ruheplätze hat. Vermutlich entspricht ihr Verhalten den anderen Mausohren Südostasiens.

## Gefährdung
Waldrodungen wirken sich für verschiedene Populationen negativ aus. Die IUCN listet die Art aufgrund fehlender Informationen zur Bestandsgröße mit unzureichend Datenlage (data deficient).